# República Cispadana
La República Cispadana (en italiano: Repubblica Cispadana) fue una «república hermana», un estado satélite de la Primera República Francesa situado en el norte de Italia. Existió entre 1796 y 1797, cuando desapareció para fusionarse con la República Transpadana y dar origen a la República Cisalpina. 

## Historia
Durante la Guerra de la Primera Coalición, en marzo de 1796, Napoleón Bonaparte fue nombrado comandante en jefe del ejército francés en el frente italiano, donde los franceses llevaban luchando desde 1792 contra tropas austriacas y piamontesas de la Primera Coalición. En una exitosa serie de campañas relámpago, Napoléon invadió y derrotó al Piamonte en abril y posteriormente venció a las tropas austriacas conquistando a lo largo de 1796 el Ducado de Milán y el Ducado de Mantua, bajo soberanía austriaca. Posteriormente invadió los Estados de la Iglesia y conquistó la región de Emilia-Romaña. A medida que las tropas francesas avanzaban por suelo italiano, declaraban disuelto el orden feudal preexistente y apoyaban a los republicanos locales. 
El Ducado de Módena, colindante con los Estados de la Iglesia, se vio a su vez inmerso en la marea revolucionaria que trajeron los franceses, de tal forma que los republicanos locales derrocaron al gobierno ducal en agosto de 1796. 
Las ciudades de Módena y Reggio (situadas ambas en el Ducado de Módena), así como las ciudades de Bolonia y Ferrara, pertenecientes hasta entonces a los Estados de la Iglesia, se proclamaron ciudades estado republicanas. El 16 de octubre de 1796 celebraron un congreso en la ciudad de Módena, donde decidieron unirse para formar la Federazione Cispadana. El congreso fue organizado de forma no oficial por Napoleón, que necesitaba estabilizar la situación política en el norte de Italia y conseguir más tropas que se unieran a su ejército en la campaña que llevaba a cabo contra los austriacos. El congreso proclamó en diciembre que las cuatro provincias cispadanas (Módena, Reggio, Bolonia y Ferrara) se habían constituido en la República Cispadana e invitó a otros pueblos y ciudades italianas a unirse a ella. 
Se formó una guardia ciudadana formada por cuerpos de cazadores y artillería. La fundación oficial de la República Cispadana, según el modelo del Directorio francés, no se produjo de manera oficial hasta el congreso de Reggio del 27 de diciembre de 1796 al 9 de enero de 1797, en el que se reunieron los representantes de las cuatro ciudades. El 7 de enero de 1797 en la sala del Archivo Ducal de Reggio el congreso decidió establecer un gobierno común. La bandera elegida fue una tricolor horizontal con los colores rojo, blanco y verde. 
En febrero de 1797 se produjo la derrota definitiva de los austriacos en la región al caer la plaza fuerte de Mantua. Esta conquista francesa permitió garantizar unas comunicaciones seguras entre las ciudades cispadanas y la vecina República Transpadana que se había fundado unos meses antes al norte del río Po. El 29 de junio de 1797, la República Cispadana fue refundada como República Cisalpina. Unos días más tarde, el 9 de julio de 1797, lo que quedaba de la República Transpadana se integró también en la República Cisalpina.

## Consideraciones

Bandera de la República Cispadana.

El nombre de la república hace mención al río Po (en latín Padus). La República Cispadana sería por lo tanto, la república que está situada a este lado del Po. Curiosamente, el Po era el río que marcaba la frontera norte de la república, por lo que la denominación de Cispadania se tomaba desde un punto de vista italiano peninsular y no francés. En caso de que el nombre hubiera sido puesto desde el punto de vista francés, se hubiera denominado República Transpadana, ya que para los franceses, este era el territorio al otro lado del Po. La utilización del término cispadano recuerda en cierta forma a la provincia romana de la Gallia Cispadana y también incide en cierto modo en una vuelta a un poder político unitario italiano, que había desaparecido de la historia italiana durante siglos.
La creación de las repúblicas Cispadana y Transpadana a finales del siglo XVIII puede considerarse por tanto como uno de los primeros hitos en el proceso de unificación italiana. Como paradoja de la historia, el término Padania está ligado en la actualidad al movimiento político que promulga la secesión del norte de Italia.
- Datos: Q463289
- Multimedia: Repubblica Cispadana / Q463289